# Dodoma (région)

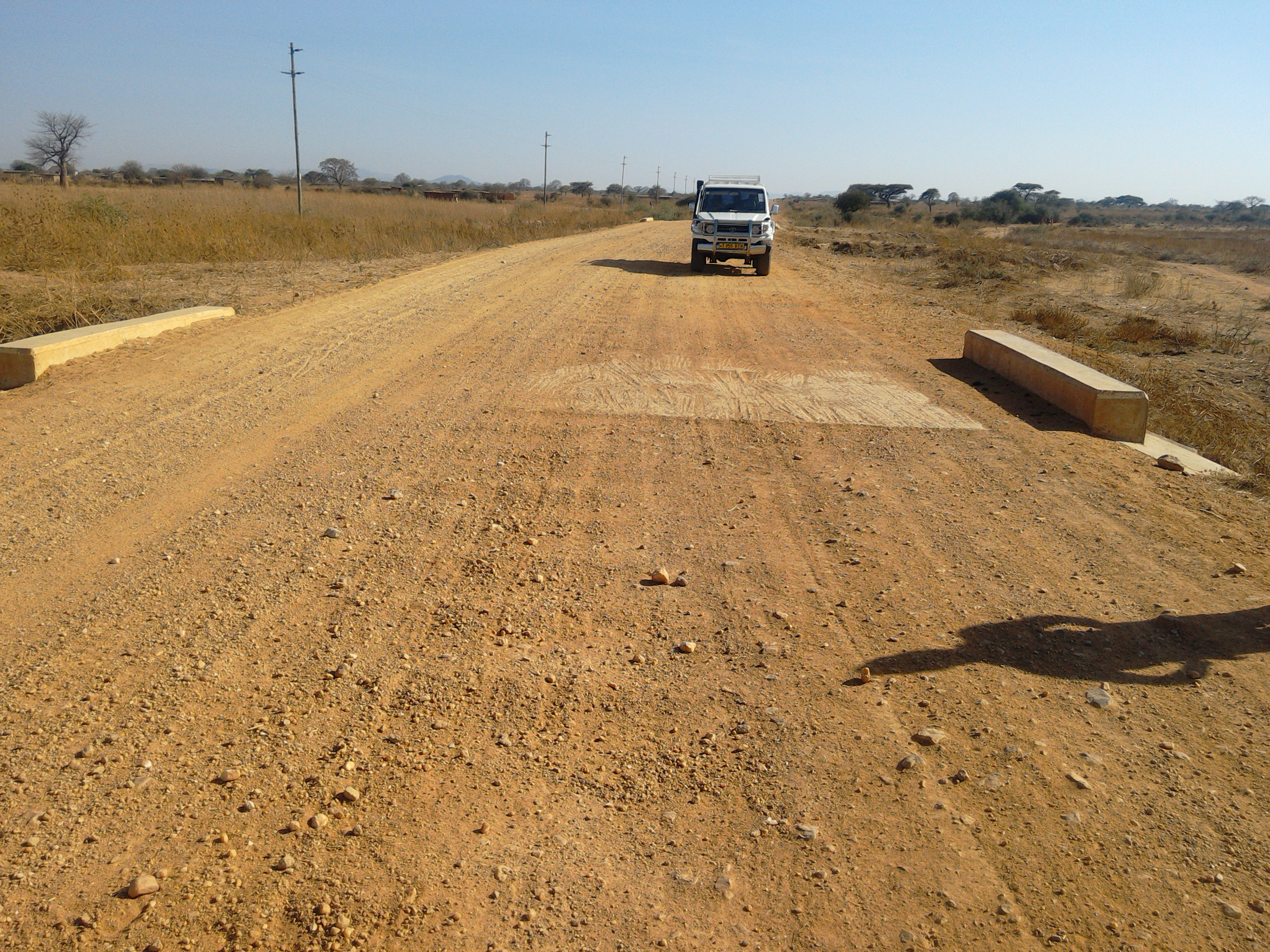
Route entre Mpunguzi et Mwitikira.

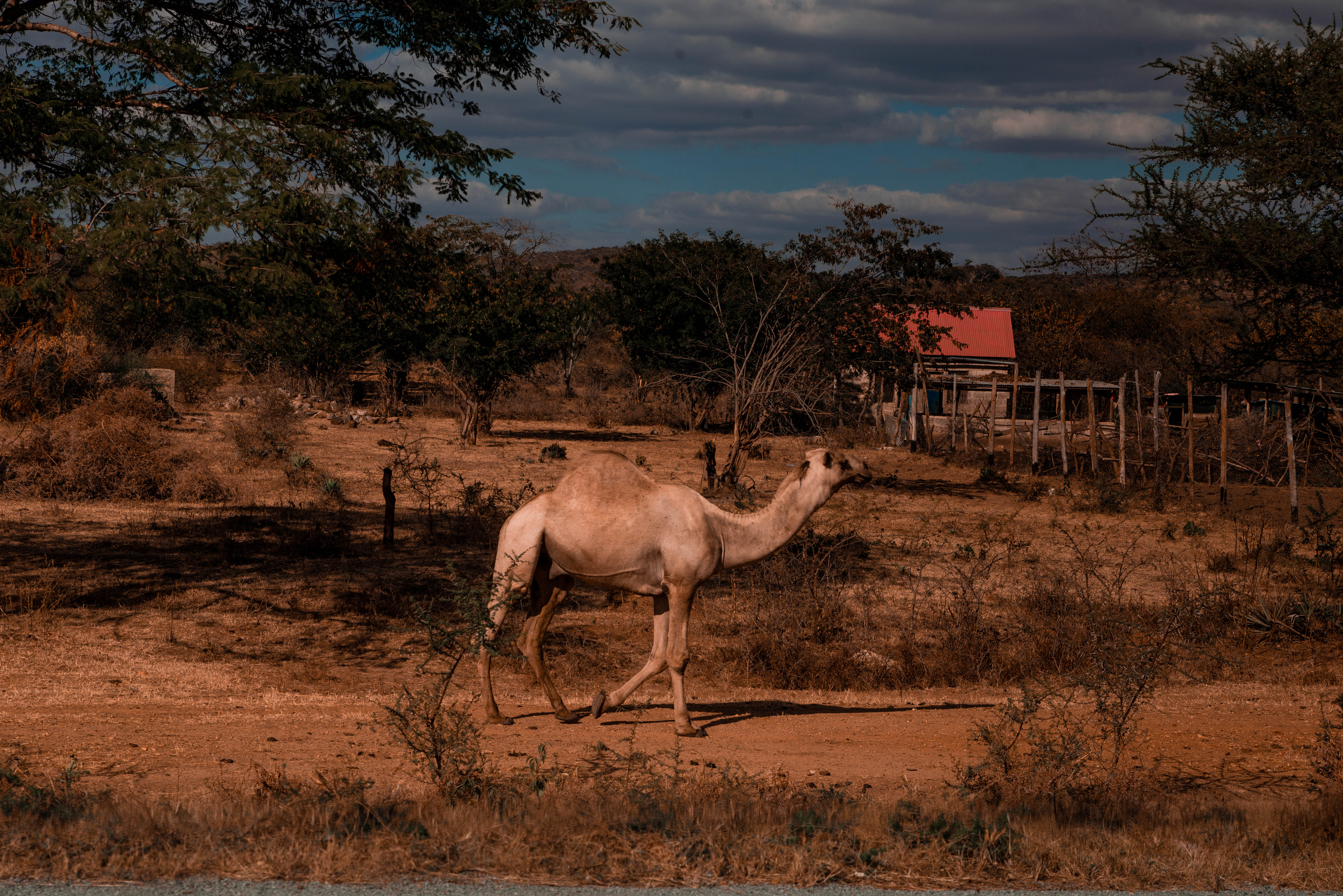
Dromadaire dans la région de Dodoma.

La région de Dodoma est une subdivision administrative de Tanzanie. La région occupe une superficie de 41 310 km2 au centre du pays et compte 1,7 million d'habitants (recensement d'août 2002). Elle est la 12e région de Tanzanie en superficie et couvre environ 5 % du territoire, îles exceptées. La capitale de la région est la ville de Dodoma, qui est aussi la capitale administrative du pays.
La région produit des fèves, des graines, des céréales, des arachides, du café, du thé, et du tabac. Il se pratique aussi de l'élevage.
La région comprend 5 districts :
- Dodoma ville
- Dodoma rural
- Kondoa
- Mpwapwa
- Kongwa